# Сборная Италии по футболу (до 17 лет)
Сборная Италии по футболу до 17 лет — национальная футбольная команда Италии для игроков не старше 17 лет. Организована под эгидой Итальянской федерации футбола.

## История
Сборная Италии в младшей возрастной категории впервые приняла участие в юношеском чемпионате мира в 1985 году, в самом первом его розыгрыше, не сумев выйти из группы. Через 2 года на чемпионате мира в Канаде итальянская команда добилась максимального результата в своей истории, дойдя до полуфинала и проиграв в решающих матчах африканским сборным. А вот на чемпионат мира 89-го года новое поколение итальянской сборной не сумело отобраться. В 1991 году, на первом турнире, проходившем с новым возрастным ограничением до 17-ти лет, итальянцы перед своей публикой вновь не смогли выйти из группы. Та же участь их постигла и в 1993 году, когда итальянские юноши на групповой стадии заняли и вовсе последнее место. Следующие пять турниров сборная Италии пропустила, потому что не могла пройти квалификацию. Лишь в 2005 году команда пробилась в групповую стадию, однако опять не вышла из своей группы. Наивысшее достижение сборной для игроков до 17-ти лет было достигнуто на Чемпионате мира среди юношеских команд 2009, где итальянские игроки вышли с 1-го места из группы F, в 1/8 финала обыграли сверстников из США со счётом 2:1, но в четвертьфинале уступили швейцарцам 1:2 (которые позже стали победителями соревнования). На чемпионат 2011 года сборная Италии не поехала из-за провала в квалификационном раунде. Чемпионат 2013 года закончился для итальянцев на стадии 1/8 финала поражением от будущего финалиста турнира сборной Мексики. А на чемпионат мира 2015 года итальянская команда не сумела пробиться, уступив в стыковом матче сборной Хорватии в рамках ЕВРО-2015 до 17 лет с минимальным счётом.
История чемпионатов Европы для игроков до 17 лет начинается с 2002 года. На тот турнир сборная не попала, однако в следующем году участвовала в групповой стадии, где оказалась третьей. В 2005 году итальянцы дошли до полуфинала, но были остановлены голландцами, а в матче за 3 место они одолели хорватов в дополнительное время. На европейском первенстве 2009 года коллектив из Италии также добрался до полуфинала, в котором проиграл будущим победителям турнира немцам.